# Museo Art Decó
El Museo Art Decó de Bogotá (Colombia), en proceso de consolidación, se encuentra ubicado en la Calle 21 n.º 5-59, en el área central de la ciudad, cercano al barrio colonial de La Candelaria y a otras instituciones educativas y culturales como el Teatro Faenza, la Biblioteca Nacional de Colombia, el Museo de Arte Moderno de Bogotá y la Universidad Jorge Tadeo Lozano.
Este museo, constituido por la colección de su Director, el coleccionista bogotano (sevillano) Carlos Alberto González, consta de varios centenares de piezas art nouveau y art decó de procedencia colombiana, norteamericana y europea: desde obras de arte (pintura, escultura, dibujo) hasta fotografía documental, artes gráficas y diseño industrial. Las piezas han sido realizadas sobre diversos soportes: metal, cerámica, madera y cristal, entre otros.
Se destacan varias sillas con diseños de Mies van der Rohe y Le Corbusier, afiches y óleos del pintor colombiano Sergio Trujillo Magnenat, jarrones de Emille Gallé y mobiliario del período de entreguerras.
Artistas colombianos como Miguel Sopó, Carlos Correa y Marco Ospina se encuentran también representados.